# مارلين كينغ
مارلين كينغ (بالإنجليزية: Marilyn King)‏ هي رياضية خماسي أمريكية، ولدت في 21 مايو 1949 في بوسطن في الولايات المتحدة.

## وصلات خارجية
- مارلين كينغ على موقع اللجنة الأولمبية الدولية (الإنجليزية)
- مارلين كينغ على موقع أوليمبيديا (الإنجليزية)